# Ekensberg (naturreservat)
För andra betydelser, se Ekensberg.
Ekensberg (Ekeboryd/Ekensberg) är ett naturreservat i Emmaboda kommun i Kalmar län.
Området är naturskyddat sedan 1970 och är 4 hektar stort. Reservatet ligger vid sjön Törn och består av ädellövskog samt öppen mark som hävdas genom slåtter. Här finns också ett björkbevuxet kärr. 